# Poble inga
Els inga o ingano són un grup d'indígenes quítxua que els seus territoris es troben més septentrionalment dels principals nuclis quítxues en Bolívia, l'Equador o el Perú. Estan situats en l'extrem sud-oest de Colòmbia, especialment en l'actual departament de Putumayo, en menor mesura al nord de Nariño i a Piamonte i Santa Rosa a la «bota» del Cauca.

## Origen
Descendeixen de la població instal·lada per l'inca Huayna Cápac en Mocoa i la vall de Sibundoy (Putumayo), en 1492 després de sotmetre als camsà. Es tractava bàsicament de mitimak-kuna o comunitats militars agrícoles i de mercaders dedicats al comerç exterior i la recopilació d'informació, els uns i els altres al servei de l'Imperi Inca.
Aquests quítxues estaven assentats a l'extrem nord (Chinch) dels límits de l'Imperi. En dividir-se aquest en 1527, entre els seguidors de Huáscar i Atahualpa, va començar un període d'aïllament per a ells, que es va aguditzar en produir-se la destrucció de l'Imperi en 1533 i la invasió espanyola de la regió en 1538. Aquest va avançar un llarg període entre 1538 fins a 1745.

## Comunitats
Els principals assentaments inga són:
- Andins
  - A Putumayo
    - Santiago (manoy)
    - Colón (chaugpi sibundoy)
    - Sibundoy
    - San Andrés (waira)
    - San Francisco (waira sacha)

  - A Nariño
    - Aponte (resguardo indígena al municipi d'El Tablón)

  - A Cauca
    - Guayuyaco
- Amazònics
  - A Putumayo
    - Yunguillo, Condagua i altres a Mocoa
    - Chaluayaco, Puerto Limón, San Miguel de la Castellana a Villagarzón
    - Marges del Putumayo a Puerto Ospina
    - Yarinal, Puerto Umbría i altres a Puerto Asís
    - El Hacha, Concepción, Calenturas i altres a Puerto Leguízamo

## Organització social

### Parentiu
La descendència es traça patrilinealment per als homes i matrilinealment per a les dones. Així el cognom passa de l'avi al pare, al fill i al net d'una banda i de l'àvia a la mare, a la filla i a la néta, de manera que el gènere determina el parentiu.
El sistema de parentiu inga reconeix a més un escalafó d'edat que s'estén a tota la comunitat concebuda com a família extensa: majors (oncles), iguals (cosins), menors (nebot).

### Matrimoni
Els ingas mantenen uns certs ritus i tradicions des del matrimoni precolombí, on la preparació de les noces es realitzava amb almenys dues setmanes d'anticipació i els nuvis es comprometien a col·laborar en els preparatius de la cerimònia i els festejos. En aquest període s'abstenien de tenir relacions sexuals. El matrimoni era de naturalesa monògama i considerat com una unió indissoluble entre un home i una dona, el qual també s'entenia com un pacte entre totes dues famílies dels contraents. La cerimònia era presidida per un taita, qui realitzava una sèrie de rituals espirituals d'acord amb les seves creences religioses. Un dels moments més importants de la cerimònia prèvia a la unió era quan la núvia era separada de la seva família i lliurada al seu futur espòs.

### Economia
Són en primer lloc agricultors. Conreen blat de moro, fríjol, carabassas, sijse, maní i ají, entre d'altres. Són també en menor escala ramaders i avicultors (es destaquen en la cria de gall dindis). Practiquen també la caça i la pesca per a complementar la seva alimentació.
Una característica pròpia dels ingas és la seva àmplia activitat comercial migratòria, que els ha portat a diferents llocs de Colòmbia, Veneçuela, Centreamèrica i les Antilles. En Cali i Bogotà, per exemple, existeixen comunitats migrants amb Capítols com a autoritat pròpia legalment reconeguda.

#### Substitució de cultius il·lícits
Entre els anys 2003 i 2004 al resguard inga d'Aponte (Nariño), en la municipalitat El Tablón de Gómez del departament de Nariño, es va erradicar una quantitat aproximada de dues mil hectàrees de cultius il·lícits de coca i rosella. En el seu lloc es van sembrar plantes de cafè especial. Actualment les càrregues són exportades a mercats d'Estònia, Estats Units i Corea del Sud.

## Aspectes culturals

### Xamanisme
Les migracions inganas estan a més estretament relacionades amb la pràctica de la medicina tradicional itinerant, que no solament implica la pràctica d'activitats de sanació i el cultiu, intercanvi, lliurament o venda de plantes medicinals i màgiques, sinó l'estudi i intercanvi dels coneixements amb altres comunitats i pobles, que recorda la cultura dels Kallawaya de Bolívia.
Els coneixements dels sinch (savis), també anomenats taitas o curacas, estan articulats a l'ús i administració de banisteriopsis caapi (yagé) o ayahuasca, d'efectes psicotròpics. La importància d'aquesta planta en la medicina inga implica una important relació amb les cultures de la selva, especialment andaquí, cofán, siona i witoto.
La preparació dels sinchi comença des de la infantesa. Són triats pels taita i educats en el coneixement de la naturalesa, l'espiritualitat, la vida, la societat i la medicina. Conreen les plantes medicinals i màgiques en chagra amb guardians espirituals, organitzades com un microcosmos que representa a les forces naturals, a l'home i la dona i a les relacions interètniques i socials.

### Carnestoltes
El diumenge anterior al dimecres de cendra els ingas comencen la celebració anual del carnestoltes, que se celebra en honor de l'arc de Sant Martí i en agraïment a la mare terra. Els homes toquen flautes, trompetes i tambors, les dones cascavells i petxines. Ballen en fila i en cercle, inclinat i balancejant el cos. Porten els seus vestits propis, les mantes o capisayo de ratlles amb coll en V dels homes; i les faldilles llargues, bruses de color i rebozos o teles fosques sobre les espatlles. El dimarts següent la gent es disfressa amb màscares de fusta, fique, metall o cartó. Representen escenes tradicionals, històriques o llegendàries i novament ballen fins que el dimecres culmina el carnestoltes, durant tot el qual els menjars i la beguda abunden.
Aquest carnestoltes es coneix com atun pucha.

### Llengua
La seva llengua és l'Inga Kichwa, classificada com a part del Kichwa, branca del quítxua, també parlat al'Equador, Perú, Bolívia, Xile, i Argentina.

## Biografia
- Agreda, Sebastián (1994) La influencia del español en el idioma inga. Tesis de grado. Bogotá: Universidad Distrital. Mec.
- DANE «Población Indígena de Colombia». Censo 2018. Departamento Nacional de Estadística, 16 de setembre de 2019, 2019 [Consulta: 28 juliol 2020].
- Levinsohn, Stephen H. (1978) "Inga"; Aspectos de cultura material de grupos étnicos de Colombia I: 279-291. Bogotá: ILV.
- Ministerio de Cultura (2010) "Ingas, el pueblo viajero". Bogotá D.C.
- Rivadeneiva, Severo y Yuri Zubritski (1977) "Algunas observaciones de campo en torno a un grupo quechua mitimae(inga putumayense)"; Sarance 3(1): 58-62. Otavalo (Ecuador).
- Rozo Vidal, Antonio (1961) "El carnavalito entre los indígenas inganos de Yunguillo"; Revista Colombiana de Folklor 2(6): 143-152. Bogotá.
- Tandioy, Domingo y S.H. Levinsohn (1978) "Términos de parentesco inga"; Artículos en lingüística y campos afines 4: 77-81. Bogotá.
- Urrea Giraldo, Fernando y Roy Barreras (1990) "Remedios Botánicos Y Modelo Etnomédico en el Curanderismo Inga-no-Kansa"; Memorias V Congreso Nacional de Antropología, Vol. I: Curanderismo en la Colombia Contemporánea. Bogotá: ICAN-ICFES.
- Urrea, Fernando y Fernando Puerto (1992) "La población Inga residente en 7 ciudades colombianas. Un caso de pobreza"; Boletín de estadística DANE 466: 170-209.